# Hajnóczi Gyula

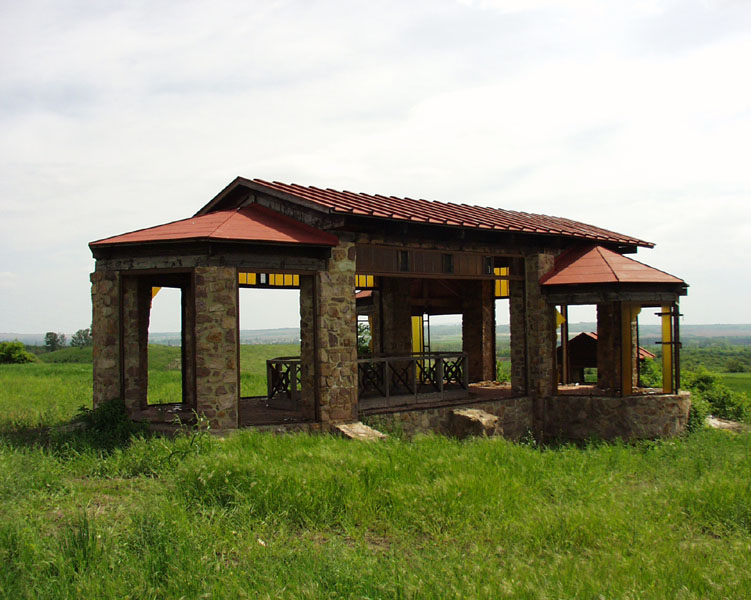
A kővágószőlősi római sírkápolna felépítménye

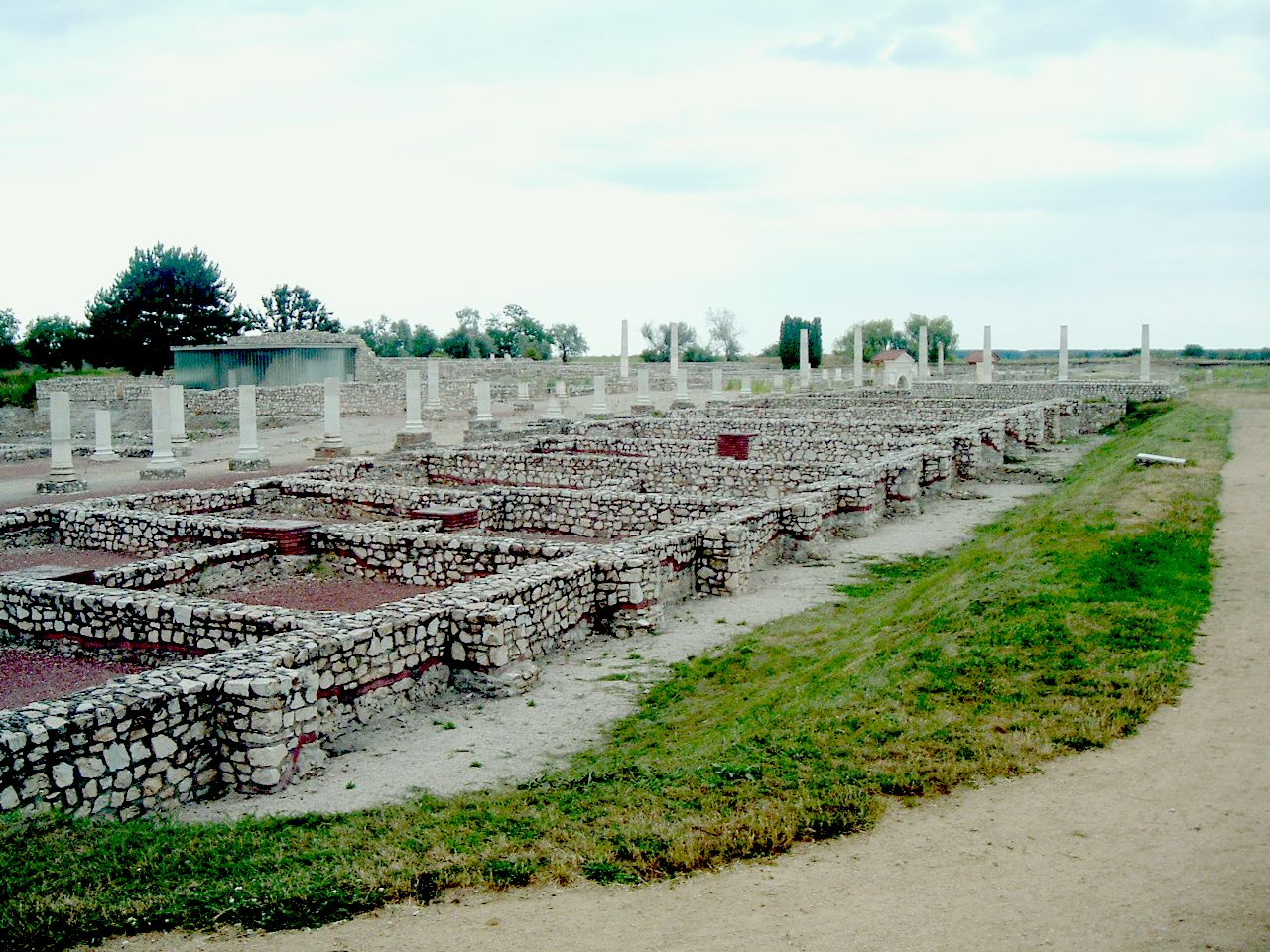
Gorsium, a romterület látképe

Hajnóczi Gyula (ifjabb Ritter Gyula, Hajnóczi J. Gyula, Julius Gy. Hajnóczy) (Baja, 1920. április 5. – Budapest, 1996. augusztus 10.) Kossuth- és Ybl Miklós-díjas magyar építész, építészettörténész, régész, egyetemi tanár, a Magyar Tudományos Akadémia levelező tagja.

## Életpályája
A bajai ciszterci gimnáziumban tanult, majd az Erzsébet Tudományegyetem soproni Evangélikus Hittudományi Fakultásának művészettörténet szakán. Két szemeszter után az egyetem pécsi bölcsészkarára jelentkezett át, 1940-től pedig átszervezés miatt Kolozsvárott folytatta tanulmányait. Négy évet töltött a katonaság kötelékében, közben amerikai fogságba került. 1946-tól 1951-ig a Műegyetem építészmérnöki karának hallgatója. Második diplomáját régészetből szerezte az Eötvös Loránd Tudományegyetemen, 1958-ban. 1961-ben ugyanitt bölcsészdoktori fokozatot szerzett, 1966-ban az Építőipari és Közlekedési Műszaki Egyetem műszaki doktora, a műszaki tudományok kandidátusa lett. 1978-ban a műszaki tudományok doktora címet szerzett. 1995-ben a Magyar Tudományos Akadémia levelező tagjává választották.
1951-től 39 éven át tanított. 1955-1967 között a Budapesti Műszaki Egyetem adjunktusa volt, 1967-1978-ban docense. 1978-tól 1990-ig egyetemi tanárként dolgozott. 1978-1981 között oktatási dékánhelyettes, 1973-1986 között az építészettörténeti osztály vezetője, majd 1975-1986 között intézeti igazgatóhelyettes. 1986-1990-ben beosztott egyetemi tanár. Számos szakkönyv alkotója. Az ókor építészetéről szóló, 1967-ben megjelent könyvét Dr. Pogány Frigyes így méltatta: „...nemcsak építészeti alkotásokról, művészetről szól; önmagában is nagyszerű ››gondolatépítmény‹‹, amely formájában is méltó tartalmához”.
Az 1950-es években, Rados Jenő oldalán a műegyetem tanáraként több dunántúli kastély, például a nagycenki Széchenyi-kastély, a lovasberényi Cziráky-kastély és a fertődi Esterházy-kastély, valamint számos székesfehérvári és váci épület felmérésében és helyreállításában vett részt. Az évtized végén bekapcsolódott az aquincumi romkert archaelógiai parkká alakításába; a különböző funkciójú terek különbségét a padló jellegének megváltoztatásával érzékeltette, részleges falrekonstrukcióval keltett térélményt. Működésének fontos területe volt az ókori Pannónia épületeinek feltárása, rekonstrukciója és bemutatása. Első komoly szakmai sikere a szombathelyi Ízisz-szentélyhez fűződik, amely Gerő Lászlónak az óbudai katonai amfiteátrumban végzett, 1938-as munkáját követően a második magyarországi kísérlet volt ókori romépület térhatásának érzékeltetésére. Az anastylosis elvén alapuló, 1955-1963 között megvalósított tömegrekonstrukció nemzetközi visszhangot váltott ki. Vezetése alatt, Istvánfi Gyula közreműködésével a Budapesti Műszaki Egyetem Építészettörténeti Tanszékének ókori részlege végezte Aquincum, a balácapusztai (ma Nemesvámos) római villa, a kővágószőlősi mauzóleum, Gorsium (Tác) római romterülete, Valcum (Keszthely-Fenékpuszta) városfala és városkapuja és Balatonfűzfő római romjai feltárását és helyreállítását. Több esetben, például Balácapusztán, Szombathelyen vagy Kővágószőlősön, modern kiegészítéseket tervezett az ókori romok mellé. 1968-ban „az Építészet Története. Ókor című könyvéért, valamint műemlék-helyreállítási tevékenységéért” Ybl Miklós-díjat kapott.
Hazai tevékenysége mellett nemzetközi vállalkozásokban is szerepet vállalt. 1964-ben az UNESCO szervezésében a VII. században épült kopt város, Abdalláh Nirki feltárásait vezette Núbiában. 1987-88-ban az ókori emlékekkel kapcsolatos tevékenységének mintegy elismeréseként ő vezette Ausztriában Felső-Pannónia egykori székhelye, Carnuntum romjainak felmérését.
Jelentős elméleti munkássága is, az építészeti térelméletnek Szentkirályi Zoltán mellett a legjelentősebb magyar teoretikusa. Kandidátusi értekezése Térszemlélet és világnézet az ókor építészetében (angolul Space and Ideas) címmel jelent meg. „Vallum és intervallum – falak és falak határolta térközök: ez az építészet legegyszerűbb s talán legáltalánosabb meghatározása” – írja.

## Kötetei
- Rados Jenő–Hajnóczi Gyula: Építészeti alaktan; Építőipari és Közlekedési Műszaki Egyetem, Bp., 1959
- Sz. Póczy Klára–Hajnóczy Gyula: Római fürdők Budán; Képzőművészeti Alap, Bp., 1960 (Műemlékeink)
- Rados Jenő: Magyar építészettörténet; közreműköd. Hajnóczi Gyula; Műszaki, Bp., 1961
- Az építészet története 2.; Tankönyvkiadó, Bp., 1964
- Egyiptom építészete; Corvina, Bp., 1969 (Az építészet világa)
- Irak építészete; Corvina, Bp., 1974 (Az építészet világa)
- Julius Gy. Hajnóczi: Ursprünge der europäischen Architektur. Geschichte von Bautätigkeit und Baukunst im Altertum, 1-2. (Az építészet története. Ókor); németre ford. György Irma, szerk. Volker Kästner; Bauwesen, Berlin–München, 1986-1993
- Pannónia római romjai; Műszaki, Bp., 1987
- Vallum és intervallum. Az építészeti tér analitikus elmélete; s.n., Bp., 1991 (németül is)
- Az építészet története. Ókor. Egyetemi tankönyv, 1-2.; Tankönyvkiadó, Bp., 1991
- Rados Jenő legendája. Tanítványainak visszaemlékezései születésének centenáriumán, 1895-1995; szerk. Hajnóczi Gyula; Archaeolingua Alapítvány, Bp., 1995
- Pannonia Hungarica Antiqua; szerk. Hajnóczi Gyula et al.; Archaeolingua Alapítvány, Bp., 1995 (Itinerarium Hungaricum) (angolul, németül és olaszul is)

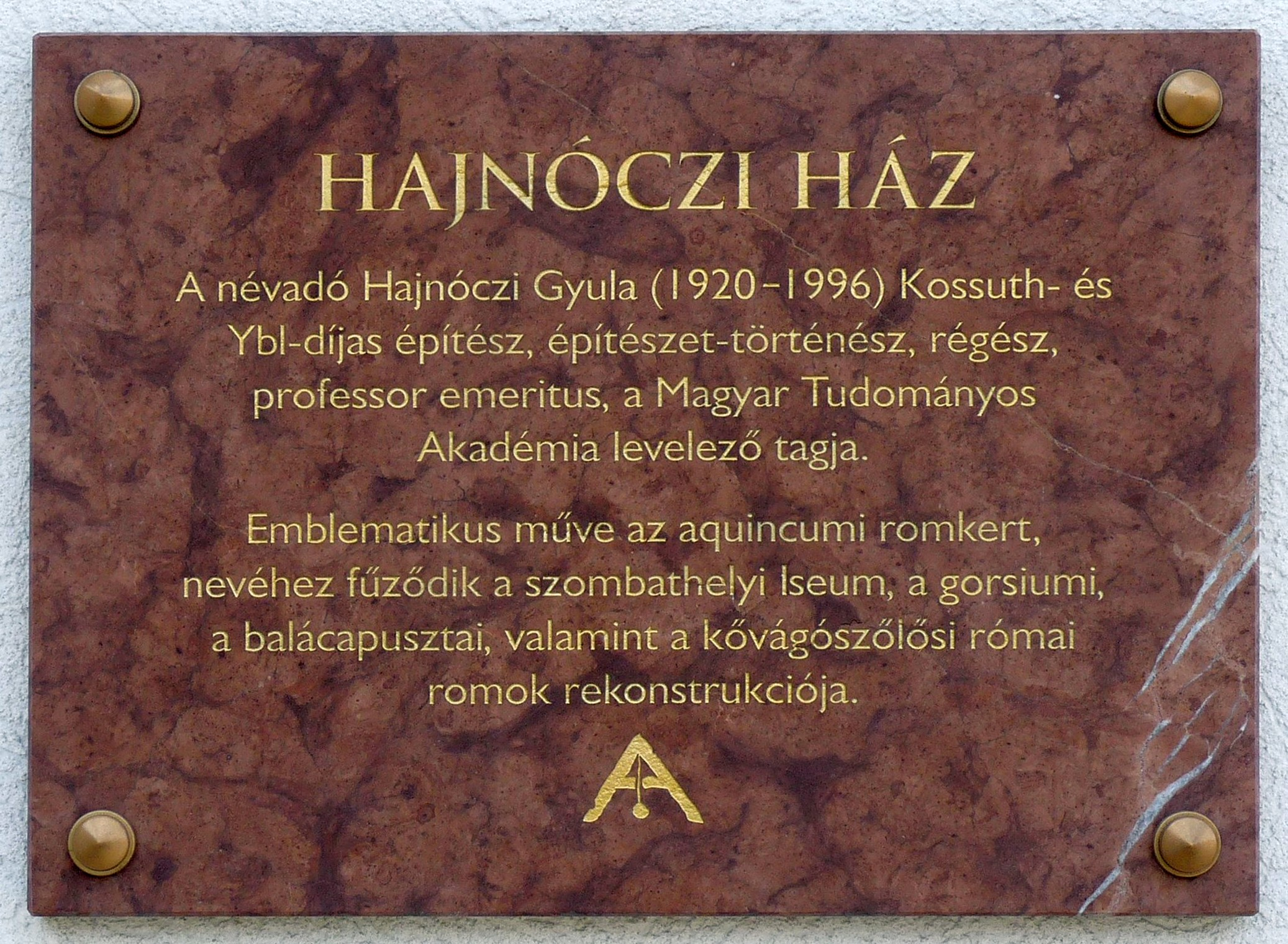
Emléktáblája az Aquincumi Múzeum róla elnevezett épületének falán

## Díjak
- 1968: Ybl Miklós-díj
- 1972: Munka Érdemrend
- 1982: MTA Kiváló Munkáért
- 1985: Budapesti Műszaki Egyetem-emlékérem
- 1985: Magyar Műemlékvédelemért emlékérem
- 1990: Kossuth-díj
- 1994: Rómer Flóris-emlékérem
- 1996: Rados Jenő-emlékérem